# Barruecopardo
Barruecopardo is een gemeente in de Spaanse provincie Salamanca in de regio Castilië en León met een oppervlakte van 37,85 km². Barruecopardo telt 483 inwoners (1 januari 2016).

## Demografische ontwikkeling

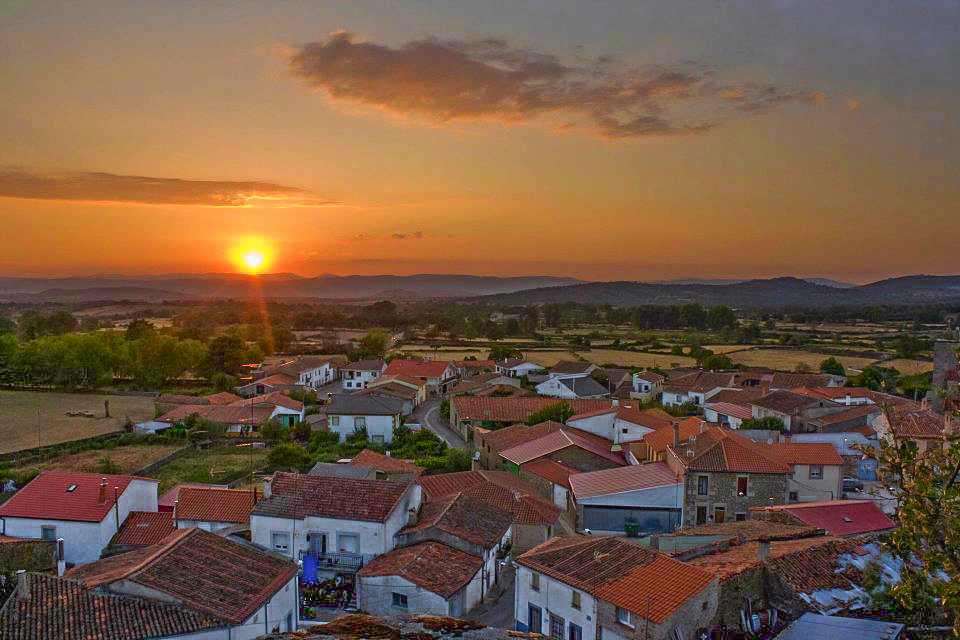

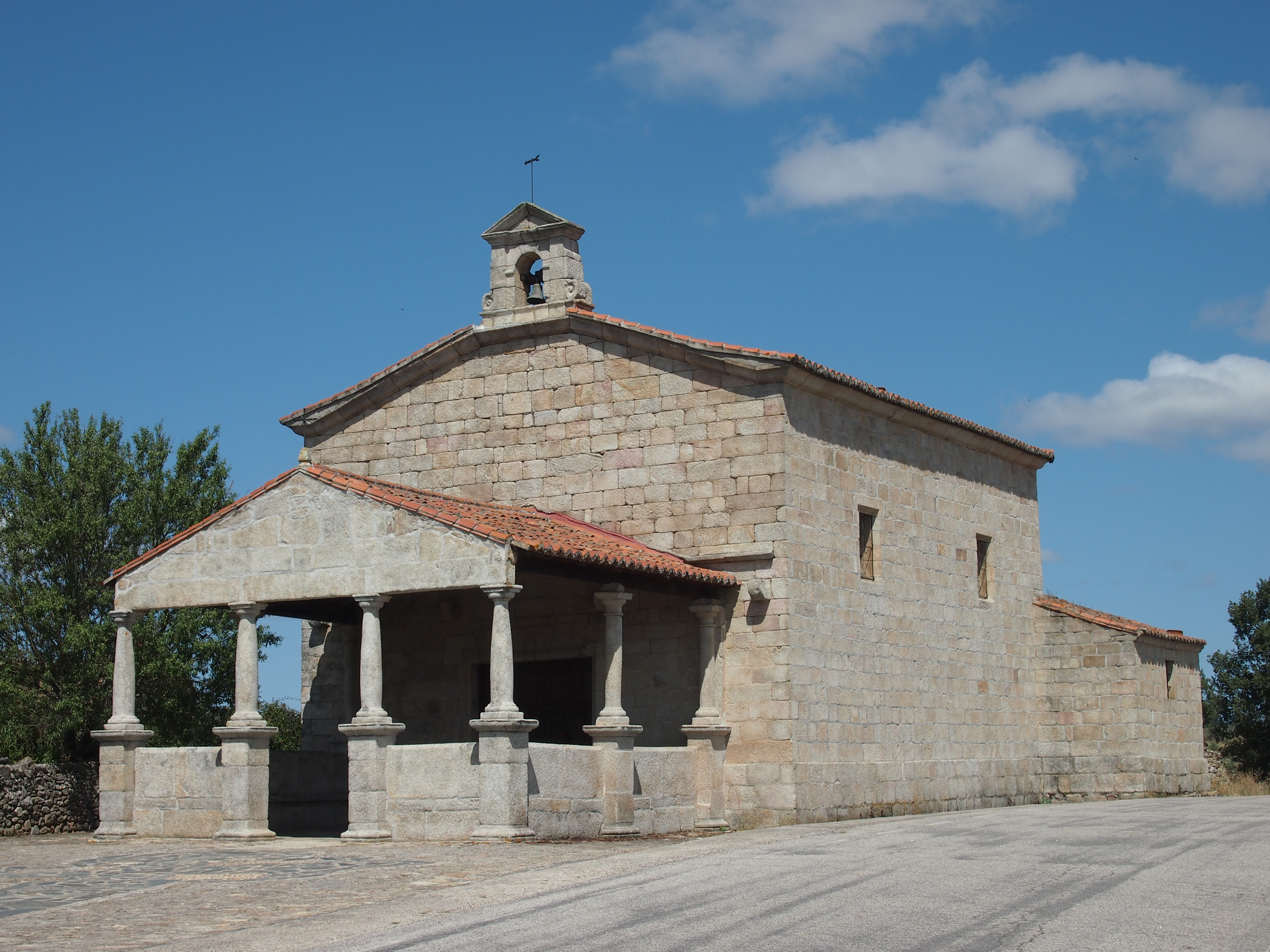

Bron: INE, 1857-2011: volkstellingen